# MTV Unplugged (album Kultu)
MTV Unplugged – zapis z koncertu o tym samym tytule, zagranego przez rockowy zespół Kult 22 września 2010 w warszawskim Och-Teatrze. Płyta ukazała się 29 listopada 2010 roku. Wydana została w wersjach: podwójna płyta kompaktowa, podwójna płyta kompaktowa z płytą DVD, płyta DVD, płyta Blu-ray (wydana w grudniu 2010 r.), płyta winylowa (wydanie planowane w 2011 r.).
W zapisanym koncercie gościnnie, w piosence Nie dorosłem do swych lat wystąpił Dr Yry, w utworze Bliskie spotkania 3 stopnia – Tomasz Kłaptocz, a w utworze Gdy nie ma dzieci – Zacier. Płyta zawiera cover Tadeusza Woźniaka Zegarmistrz światła. Kult jest czwartym polskim artystą zaproszonym do takiego projektu przez telewizję MTV.
Według wydawcy albumu - S.P. Records płyta uzyskała status diamentowej jako pierwszy w Polsce album "bez prądu". W informacji rozesłanej do mediów, wydawca nie podał jednak informacji o liczbie sprzedanych egzemplarzy poszczególnych wydań płyty. Według informacji dziennika "Rzeczpospolita" z marca 2011 płyta "MTV Unplugged" Kultu rozeszła się łącznie w nakładzie 214 tysięcy nośników". W kwietniowym numerze magazynu "Trendy - Art Of Living" uściślono, że chodzi o nakład ponad 60 tysięcy zestawów oraz dodatkowo 10 tysięcy na płytach DVD i blu-ray.

## Lista utworów
1. Jeźdźcy
2. Umarł mój wróg
3. 1932 Berlin
4. Dziewczyna się bała pogrzebów
5. Maria ma syna
6. Czarne słońca
7. Mędracy
8. W czarnej urnie
9. Post
10. Nie dorosłem do swych lat
11. Tan
12. Zastanówcie się sami
13. Szantowy
14. Bliskie spotkania 3 stopnia
15. Jeśli zechcesz odejść - odejdź
16. Arahja
17. Gdy nie ma dzieci
18. Zegarmistrz światła
19. Brooklyńska rada żydów
20. Komu bije dzwon czyli piosenka o Szczocie
21. Celina
22. Baranek
23. Mieszkam w Polsce
24. Sowieci
25. 100 lat (utwór śpiewany przez publiczność)

Bonusy (tylko w wydaniu samodzielnej płyty DVD i na płycie Blu-ray):
1. Gwiazda szeryfa
2. Bal kreślarzy
3. "Making of" dokument"

## Twórcy
Zespół Kult:
- Kazik Staszewski – śpiew
- Tomasz Glazik – saksofony, przeszkadzajki, dzwony rurowe
- Tomasz Goehs – perkusja
- Janusz Grudziński – fortepian
- Wojciech Jabłoński – gitara, mandolina, bandżola
- Piotr Morawiec – gitara, bandżola
- Jarosław Ważny – puzon, przeszkadzajki
- Ireneusz Wereński – akustyczna gitara basowa z progami, akustyczna gitara basowa bez progów
- Janusz Zdunek – trąbka, przeszkadzajki

Goście zespołu:
- Dr Yry – śpiew w "Nie dorosłem do swych lat"
- Tomasz Kłaptocz – śpiew w "Bliskie spotkanie trzeciego stopnia"
- Mirosław Jędras "Zacier" – śpiew w "Gdy nie ma dzieci"